# Ignace Gabriel Ier Tappouni
Gabriel Tappouni (arabe : جبرائيل تبّوني) , de son nom de naissance Abdul-Ahad Dawood Tappouni, né le 3 novembre 1879 et mort le 29 janvier 1968, fut patriarche de l'Église catholique syriaque de 1929 à 1968. Le pape Pie XI le nomma cardinal lors du consistoire du 16 décembre 1935.

## Biographie
Le cardinal Tappouni naît à Mossoul, Irak.
Il est ordonné prêtre le 3 novembre 1902. Il fut promu évêque le 19 janvier 1913, dans la cathédrale S. George des Syriaques catholiques à Beyrouth, par le Patriarche Rahmani et nommé vicaire patriarcal à Mardine. Mgr. Tappouni assiste à toutes les horreurs du génocide, luttant pour la sauvegarde de ses ouailles. Mgr. Maloyan, archevêque de Mardine des arméniens catholiques, lui confia le soin des survivants de sa chère communauté arménienne juste quelques jours avant son arrestation par les soldats turcs et son martyre, le 11 juin 1915, avec 417 chrétiens de toute confession, parmi lesquels le doux P. Léonard Melki de Baabdath (Liban), missionnaire Capucin. 
Il est emprisonné par l'Empire ottoman à Alep lors d'une campagne orchestrée afin d'éliminer les chrétiens. Des négociations pour sa libération seront alors menées par de nombreuses personnalités de premier plan, dont l'empereur d'Autriche. 
Dès sa remise en liberté le 24 septembre 1921, il est nommé archevêque d'Alep par le patriarche Rahmani.
En 1929, à la suite du décès de ce dernier, Gabriel Tappouni est élu à l'unanimité patriarche de l'Église catholique syriaque. Créé cardinal le 16 décembre 1935 par le pape Pie XI. Il participe au conclave de 1939 qui élit Pie XII.